# That's the Way for Me
That's the Way for Me er det andet studiealbum fra den danske sanger og sangskriver Erann DD, der blev udgivet den 20. oktober 2003. Det gik direkte ind som nr. 1 på danske album-hitliste blot to uger efter udgivelsen, og affødte hittet "Didn't I Tell You That I Love You". Størstedelen af albummets sange er skrevet i samarbejde med den amerikanske sanger Eddie Chacon, der ligeledes har stået bag produktionen sammen med bl.a. Poul Bruun.

## Trackliste
| #   | Titel                               | Tekst                           | Musik                                             | Producer(e)                                         | Længde |
| --- | ----------------------------------- | ------------------------------- | ------------------------------------------------- | --------------------------------------------------- | ------ |
| 1.  | "Didn't I Tell You That I Love You" | Erann DD, Peter Busborg         | Erann DD, Eddie Chacon, Peter Busborg, Poul Bruun | Erann DD, Peter Busborg, Poul Bruun                 | 3:37   |
| 2.  | "Something Nice"                    | Erann DD, Joshua Stander        | Erann DD                                          | Chacon, Bruun                                       | 3:55   |
| 3.  | "All Day (Every Time You're Near)"  | Erann DD, Stander, Chacon       | Erann DD                                          | Thomas Brekling, Bruun                              | 3:29   |
| 4.  | "Why"                               | Erann DD, Chacon, Bruun         | Erann DD, Chacon, Bruun                           | Chacon, Bruun                                       | 4:00   |
| 5.  | "Love You More and More"            | Erann DD, Chacon, Stander       | Erann DD                                          | Chacon, Bruun                                       | 3:12   |
| 6.  | "That's the Way for Me"             | Erann DD, Chacon, Stander       | Erann DD                                          | Chacon, Bruun                                       | 3:35   |
| 7.  | "She's My Girl"                     | Erann DD, Chacon, Stander       | Erann DD, Chacon                                  | Erann DD, Bruun                                     | 3:08   |
| 8.  | "Honey"                             | Chacon                          | Chacon                                            | Chacon                                              | 4:40   |
| 9.  | "Strawberry Seasons"                | Erann DD, Stander               | Erann DD                                          | Erann DD, Bruun, Brekling, Chacon, Rudy Haeusermann | 3:22   |
| 10. | "Tell Me"                           | Erann DD, Chacon, Anoo Bhagavan | Erann DD                                          | Chacon, Bruun                                       | 4:54   |

## Hitlisteplacering
| Hitliste (2003) | Højeste placering |
| --------------- | ----------------- |
| Danmark         | 1                 |